# Islote Isabel Riquelme
El islote Isabel Riquelme es un islote ubicado frente a las costas de la península Antártica.
El islote se llama así en honor a Isabel Riquelme, madre del héroe nacional chileno Bernardo O'Higgins Riquelme.

## Estructuras
En el islote se ubica la Base General Bernardo O'Higgins administrada por Chile y la Estación Alemana de Recepción Antártica de Alemania.
Existe también un busto en homenaje a Bernardo O'Higgins que fue construido y trasladado al islote Isabel Riquelme por la dotación de 1948 como homenaje al prócer. Este monumento se encuentra reconocido como bien patrimonial en la categoría de Sitio Histórico en los términos del Tratado Antártico.
La primera estación sismográfica fue construida 1950 y corresponde a la primera estación de su tipo en el territorio antártico, sirviendo desde sus inicios de apoyo a todo tipo de estudios científicos y formando parte de los equipamientos de soporte de la base.